# Tom Gilbey
Thomas Edmund Gilbey (20 tháng 1 năm 1898, ở Bishop Auckland – 1962, ở Bishop Auckland) là một cầu thủ bóng đá người Anh từng thi đấu chuyên nghiệp cho Gillingham.  Mặc dù chỉ 11 lần ra sân tại Football League cho câu lạc bộ đến từ Kent, ông đáng chú ý với bàn thắng đầu tiên cho the Gills, trước Southampton vào tháng 8 năm 1920.